# Wenn wir das Leben teilen
Wenn wir das Leben teilen ist ein 2001 entstandenes Lied (Offertorium) von Hans Florenz mit einer Melodie von Michael Wackenheim. Der Hymne gehört zu den Neuen Geistlichen Liedern.
Das Lied hat fünf Strophen, die alle mit einem Refrain enden. Die Melodie ist in e-Moll und im Viervierteltakt. Sie wird von lebhaften Achtelnoten dominiert. Nur der Ruf „Jesus Christus“ besteht aus drei Viertelnoten in Folge und leitet beide Zeilen des Refrains ein. Das Lied der Gattung Neues Geistliches Lied (NGL) ist im Stammteil des katholischen Gesangbuch Gotteslob als GL 474 enthalten. Es ist auch in Gesangbüchern für junge Leute enthalten, wie zum Beispiel Ein Segen sein. Es wurde als Offertoriumslied für Hochzeiten empfohlen und kann auch zur Eröffnung oder zum Abschluss solcher Veranstaltungen verwendet werden. Der Katholikentag in Stuttgart 2022 stand unter dem Motto „leben teilen“, der auf das Lied anspielt.